# ラグビー わんだほー! 〜ラグビー情報番組〜
『ラグビー わんだほー! ～ラグビー情報番組～』は、J SPORTSにて2022年1月より、ジャパンラグビーリーグワン開催期間中は毎週月曜日22:00-23:00、シーズンオフ期間は月1回月曜日22:00-23:00にJ SPORTS1で初回生放送、以後J SPORTSの各チャンネルで随時再放送されているラグビーの情報番組である。

## 概要
同番組はプレビュー番組として2021年12月26日20:00-21:00（J SPORTS1）で「ラグビー わんだほー! 〜ラグビー情報番組〜ジャパンラグビー リーグワン 開幕スペシャル」として生放送され、この時は2022年度のLEAGUE ONEに参加する24クラブの横顔やリーグ戦の概要の紹介などを行った。
レギュラーシーズン期間中（概ね毎年1-5月）は、毎週月曜日の22:00から23:00にJ SPORTS1で生放送を行い、前週末に行われた1－3部の全試合をダイジェスト映像で振り返るほか、今週末に行われる次節の見どころの紹介、またラグビーにまつわる様々なトピックスを交えた、ミニコーナーなどを展開する。
シーズンオフ期間は、原則月1回の放送となる。
また、これとは別に「ジャパンラグビー リーグワン【45分版 前節プレーバック！】」と題し、当番組の初回生放送前の月曜17:30-22:00を基本として、前週末の1部リーグ全6試合を各試合45分にまとめた中継ハイライトも放送されている（再放送あり）。元々は月曜19:00-22:00の枠にて「リーグワン30分一本勝負！」のタイトルで各試合30分のハイライト番組として放送していたが、2024-25シーズンより放送時間が45分に変更され、それに伴い放送枠も拡大された。

## 出演者
- 司会：浅野杏奈（タレント）
- コメンテーター：村上晃一（ラグビージャーナリスト）、谷口廣明（実況アナウンサー）
（その他：ゲストコメンテーター随時若干名[注釈 1]）
- ナレーター：中野玄（実況アナウンサー・ナレーター）[注釈 2]